# Parlamentswahl in Indien 1971
Die Parlamentswahl in Indien 1971 fand vom 1. bis 10. März 1971 statt. Gewählt wurde die Lok Sabha, die zweite Kammer des indischen Parlaments. Es handelte sich eine vorgezogene Wahl – die erste im unabhängigen Indien –, da die Legislaturperiode der 1967 gewählten Lok Sabha noch bis März 1972 gedauert hätte. Bei der Wahl standen sich zwei Flügel der Kongresspartei, die sich im Jahr 1969 gespalten hatte, gegenüber: zum einen der Congress (R) unter Führung der bisherigen Premierministerin Indira Gandhi, und zum anderen der Congress (O) unter Führung von Morarji Desai. Die Wahl wurde deutlich vom Congress (R) gewonnen, der mehr als zwei Drittel der Parlamentsmandate erlangen konnte. Die Wahlbeteiligung lag mit 55,3 % unter der der vorangegangenen Wahl (61,0 %).

## Vorgeschichte

### Die Kongresspartei nach 1967

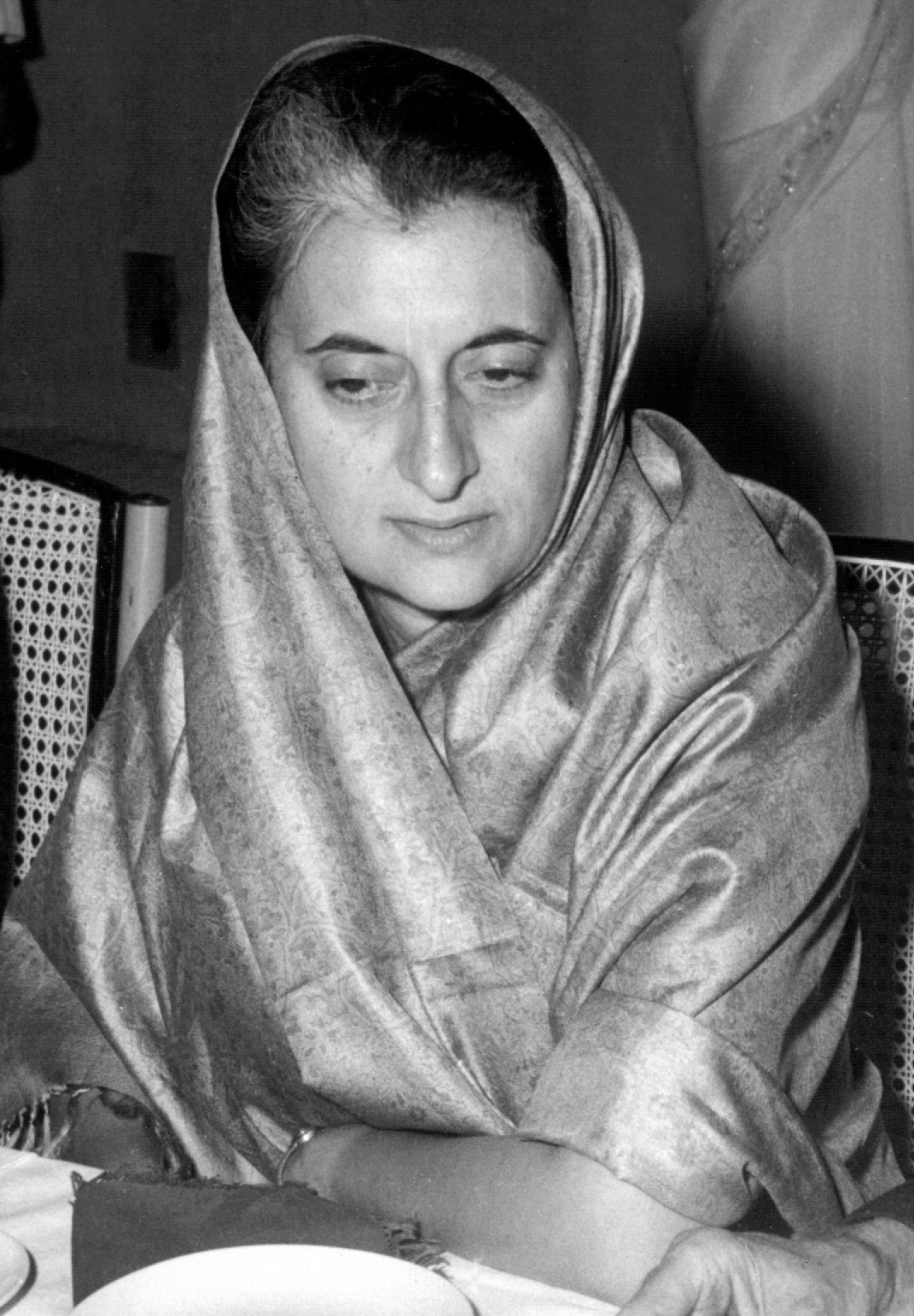
Indira Gandhi (1967)

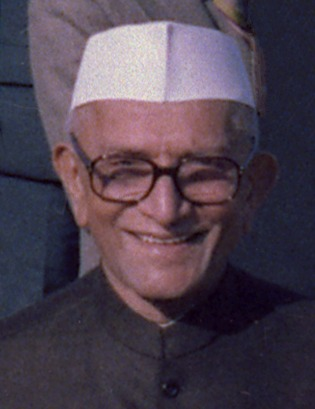
Morarji Desai (1977)

Die Wahlen 1967 sowohl zur Lok Sabha, als auch zu den Parlamenten der meisten Bundesstaaten wurden allgemein als eine Niederlage des Kongresses bewertet. Die Kongresspartei unter Premierministerin Indira Gandhi kam auf etwas mehr als die Hälfte der Parlamentssitze in der Lok Sabha, bewahrte damit die Regierungsmehrheit, verlor aber etwa 20 % der bisher von ihr gehaltenen Parlamentsmandate und damit die bisherige Supermajorität. Die Kongresspartei war innerlich gespalten. Nach dem Tod Jawaharlal Nehrus 1964 fehlte eine allgemein anerkannte Führungspersönlichkeit. Indira Gandhi, die seit 1966 als Premierministerin amtierte, hatte schon als Frau in der ausschließlich männlichen Führungsriege der Kongresspartei einen schwierigen Stand. Innerhalb des Kongresses gab es ideologische Differenzen. Während einige Nehrus sozialistischen Kurs fortführen oder sogar noch akzentuieren wollten, sprachen sich andere mehr oder weniger für eine Neuorientierung aus. Außerdem gab es eine Reihe von regional einflussreichen Parteigrößen, die ihren Einflussbereich wahren wollten, und schon aus diesem Grund an einer relativ schwachen Zentralmacht interessiert waren. Besonderen Einfluss hatte das sogenannte „Syndikat“, eine Gruppe von älteren, konservativeren Kongresspolitikern größtenteils aus Nicht-Hindi-Bundesstaaten.

### Streit um die Bankenverstaatlichung
Indira Gandhi erwies sich als Exponentin des linken Flügels der Kongresspartei. Mit ihrer Politik gewann sie die Unterstützung der jungen, radikaleren Parteimitglieder, geriet aber zunehmend in Gegnerschaft zu den traditionellen, konservativeren Parteieliten. Zu einem zentralen Streitpunkt entwickelte sich die Frage der Verstaatlichung der indischen Banken. Der allergrößte Teil des indischen Bankensektors befand sich in Privatbesitz. Von den Kommunisten, Sozialisten und Parteilinken des Kongresses wurde seit langem kritisiert, dass die Banken angeblich nicht genügend zum wirtschaftlichen Aufbau des Landes beitrügen. Insbesondere, so die Vorwürfe, kümmerten sie sich nicht genügend um die wenig profitable Vergabe von Kleinkrediten an Bauern und Kleinstunternehmen (Handwerker etc.), die damit häufig überhaupt keinen Zugang zu Krediten hätten. Zur Lösung dieses Problems wurde die Verstaatlichung der Großbanken gefordert. In diese Forderung flossen auch allgemein-sozialistische Ideen über eine staatlich gelenkte und entwickelte Wirtschaft und ein Misstrauen gegenüber der Konzentration von Kapital in privaten Händen ein. Von Seiten des Bankensektors argumentierten die Gegner dieses Konzeptes, dass eine solche staatliche Übernahme nicht notwendig sei, da die Befugnisse der staatlichen Reserve Bank of India bereits sehr weitgehend seien und diese bereits die Möglichkeit habe, in nahezu jeden Aspekt des Bankwesens regulierend einzugreifen. Auch wurde bestritten, dass die Banken nicht genügend Anstrengungen zur Kreditvergabe unternähmen. Staatliche Stellen äußerten Bedenken, dass eine Verstaatlichung zu sehr hohen Kosten aufgrund von Entschädigungszahlungen führen und dass die staatlichen Institutionen möglicherweise nicht über genügend kompetentes Personal zur Leitung der Bankgeschäfte verfügten.
Am 1. Februar 1969 trat der von der Regierung Indiras initiierte Banking Laws (Amendment) Act in Kraft. Das Gesetz schrieb eine Reorganisation der Aufsichtsräte der indischen Großbanken mit mehr 25 crore (250 Millionen) Rupien (damals 33,3 Millionen US$, 134 Millionen DM) vor. Die Aufsichtsräte mussten mehrheitlich mit Nicht-Industriellen besetzt werden. Außerdem wurde als zentrales Bankenaufsichtsorgan ein „Nationaler Kreditrat“ (National Credit Council) unter Vorsitz des Finanzministers eingeführt. Im Kreditrat waren Vertreter von Landwirtschaft, Handel, Industrie und anderer Berufsgruppen vertreten. Diese verschärfte staatliche Kontrollen reichte jedoch den politischen Linken nicht aus, die eine Voll-Verstaatlichung der Großbanken forderten. Indira Gandhi widersetzte sich zunächst auf dem Treffen des All India Congress Committee (AICC) im April 1969 diesen Forderungen, jedoch nicht aus grundsätzlicher Gegnerschaft, sondern mit dem Argument, dass der Staat nicht genügend Fachkräfte zur Verfügung habe, um die Banken kompetent zu führen. In der folgenden Zeit änderte die Premierministerin jedoch ihre Meinung und kam zu einer radikal anderen Einschätzung. Im Juli desselben Jahres sprach sie sich auf einem Treffen des AICC in Bangalore für die Bankenverstaatlichung aus. Damit stieß sie auf die Gegnerschaft des Finanzministers Morarji Desai, der die Ansicht vertrat, dass die bisherige „soziale Kontrolle“ (social control) über die Banken ausreichend sei.
Am 29. Juni 1969 verkündete Indira Gandhi öffentlich ihre Absicht, die Großbanken zu verstaatlichen und erklärte gleichzeitig, das Finanzministerium in eigener Regie übernehmen zu wollen. Finanzminister Desai wurde als Ersatz der Posten des stellvertretenden Premierministers angeboten. Dies lehnte Desai ab und er wurde am 16. Juli 1969 als Finanzminister entlassen. Mit Wirkung vom 19. Juli 1969 wurden mit der Banking Companies (Acquisition and Transfer of Undertakings) Ordinance, einer Präsidialverordnung, insgesamt 14 Banken verstaatlicht, die jeweils mehr als 50 crore Rupien Einlagen hatten und zusammen mehr als 70 % der indischen Einlagen kontrollierten. Von vielen Beobachtern wurde vermutet, dass Indira Gandhis Entscheidung nicht nur von reinen wirtschaftspolitischen Überlegungen geleitet war, sondern auch machtpolitischem Kalkül entsprang. Ihre Gegner im „Syndikat“ waren hinsichtlich der Frage der Verstaatlichung gespalten. Einige hatte sich öffentlich für diesen Schritt ausgesprochen (Kamaraj und Chavan), andere waren bekanntermaßen dagegen (Nijalingappa, Patil). Die Premierministerin hatte in dieser Frage damit keinen einheitlichen Widerstand zu erwarten. Einhellig war dagegen die Ablehnung durch die konservative Opposition (Swatantra, Jan Sangh), die vor allem das Eilverfahren, in dem die Maßnahme durchgeführt wurde, kritisierte und Verfassungsbeschwerde vor dem Obersten Gericht einlegte. Die Präsidialverordnung wurde später durch ein rückwirkend geltendes Gesetz ersetzt. Allerdings erlitt Indira Gandhis Regierung eine deutliche Schlappe, als der Supreme Court in einer Entscheidung am 10. Februar 1970 das Gesetz mit 10:1 Stimmen für unwirksam erklärte. Der Streit um die Banken entwickelte sich in der Folge zu einem der zahlreichen Klein- und Dauerkriege, die Indira Gandhi mit den Obersten Gerichten Indiens führte.

### Präsidentschaftswahl 1969
Während der Intensivierung des Streits um die Bankenverstaatlichung fand die indische Präsidentschaftswahl statt. Die Gegner Indira Gandhis in der Kongresspartei sahen hier die Möglichkeit gekommen, Indira Gandhi eine Niederlage beizubringen und schafften es, Neelam Sanjiva Reddy, einen der Mitglieder des „Syndikats“ als offiziellen Kongressparteikandidaten nominieren zu lassen. Zeitgleich hatte der bisherige Vizepräsident V. V. Giri seine Kandidatur als Parteiloser bekanntgegeben. Giri galt als Exponent des linken Spektrums und auch wenn Indira Gandhi in der Wahlauseinandersetzung formell neutral blieb, war ihre Präferenz für Giri allgemein bekannt. In einer extrem knappen Abstimmung am 16. August 1969 wurde Giri letztlich mit 50,9 % der gewichteten Abgeordnetenstimmen gewählt. Bei der Abstimmung zeigte sich, dass ein großer Teil der Kongresspartei-Abgeordneten nicht den Wunschkandidaten der Parteiführung, sondern den Kandidaten Indira Gandhis unterstützt hatte.

### Spaltung der Kongresspartei
| Partei                                   | Sitze |
| ---------------------------------------- | ----- |
| Regierung:                               |       |
| Congress (R)                             | 228   |
| häufig mit der Regierung abstimmend:     |       |
| Dravida Munnetra Kazhagam (DMK)          | 024   |
| Communist Party of India (CPI)           | 024   |
| Kern-Opposition:                         |       |
| Congress (O)                             | 065   |
| Swatantra                                | 035   |
| Jan Sangh                                | 033   |
| Andere:                                  |       |
| Communist Party of India (Marxist) (CPM) | 019   |
| Samyukta Socialist Party (SSP)           | 017   |
| Praja Socialist Party (PSP)              | 015   |
| Andere und Unabhängige                   | 059   |
| vakant                                   | 03    |
| Speaker                                  | 01    |
| Gesamt                                   | 523   |

Die innere Krise der Kongresspartei wurde durch den Ausgang der Präsidentschaftswahl entscheidend verschärft. Die Kongressparteiführung fühlte sich durch die Premierministerin zunehmend ausmanövriert. Die Spannungen und gegenseitigen Vorwürfe eskalierten und am 12. November 1969 erklärte Kongressparteipräsident Nijalingappa schließlich den Ausschluss Indira Gandhis aus der Kongresspartei wegen parteischädigenden Verhaltens und forderte die Parlamentsfraktion der Kongresspartei in der Lok Sabha zur Neuwahl eines Vorsitzenden, also de facto zur Abwahl der Premierministerin auf. Die Parlamentsfraktion folgte dieser Aufforderung jedoch nicht und sprach Indira Gandhi mit Mehrheit von 330 ihrer 427 Abgeordneten das Vertrauen aus. Etwa 60 Kongress-Abgeordnete wählten jedoch zwei Tage später Moraji Desai zu ihrem Vorsitzenden und gingen in die Opposition. Damit war die Kongresspartei gespalten. Indira Gandhis Regierung hatte ihre bisherige absolute Mehrheit im Parlament verloren und war auf die Unterstützung anderer Parteien, vor allem der Kommunisten, Sozialisten, DMK, Akali Dal und einiger Unabhängiger angewiesen. In der Folge vertiefte sich die Spaltung und jede der beiden Kongress-Fraktionen hielt eigene Sitzungen ab und wählte eigene Parteigremien. Die Indische Wahlkommission erkannte beide Fraktionen als eigene Parteien an, vergab jedoch den alten Parteinamen an keine der beiden Fraktionen. Stattdessen erhielten die Fraktionen neue Benennungen. Indiras Fraktion erhielt die Bezeichnung Indian National Congress (Requisition) („Congress (R)“) und die in Opposition zu dieser stehende Fraktion die Bezeichnung Indian National Congress (Organisation) („Congress (O)“). Auch das Wahlsymbol der alten Kongresspartei, die beiden Ochsen unter dem Joch, wurde an keine der beiden Nachfolgeparteien vergeben. Der Congress (R) erhielt als neues Wahlsymbol eine Kuh mit einem Kalb, und der der Congress (O) eine Frau mit einem Spinnrad (Chakra).

Wahlsymbole der Kongresspartei
Kongress bis 1969
Congress (R)
Congress (O)

Am 27. Dezember 1970 löste Präsident Giri auf Ersuchen von Indira Gandhi die Lok Sabha auf und verkündete die Abhaltung von Neuwahlen für den März 1971.

## Wahlkampf
In einigen Gebieten kam es zu Wahlbündnissen zwischen Indiras Kongress und der CPI, der Muslimliga, der Praja Socialist Party (PSP), und in Tamil Nadu mit der Dravida Munnetra Kazhagam (DMK). Auf der anderen Seite gab es Wahlabsprachen zwischen Congress (O), Swatantra, Jan Sangh und der Samyukta Socialist Party (SSP). Im Wahlkampf war Indira Gandhi die klar dominierende Persönlichkeit. Dazu hatte teilweise auch die Opposition beigetragen, die – ohne einen entsprechenden gemeinsamen Gegenkandidaten zu präsentieren – die Premierministerin zu Zielscheibe ihrer Angriffe machte. Den anfänglichen Wahlslogan der Opposition Indira Hatao („Fort mit Indira“) wusste die Premierministerin geschickt zu erwidern mit ihrem eigenen gereimten Wahlslogan Garibi hatao, desh bachao (गरीबी हटाओ देश बचाओ, „Fort mit der Armut, rettet das Land“). Die oppositionelle 4-Parteien-Wahlallianz war ideologisch außerordentlich heterogen, gab keine Einheitsfront ab und bot daher ihren Gegnern aus Indiras Kongress zahlreiche Angriffsflächen. Swatantra wurde von diesen als Partei der Fürsten und des Großkapitals karikiert, Jan Sangh als Partei des Kommunalismus und der Samyukta Socialist Party wurde ihre Assoziation mit zwei derartigen Parteien zum Vorwurf gemacht. Demgegenüber stilisierte sich Indira Gandhis Kongress als Partei des gesellschaftlichen Fortschritts. Die konservative Opposition zeichnete das Bild einer drohenden Gefährdung der Demokratie durch eine autoritäre Herrschaft Indira Gandhis. Insgesamt blieben die verbalen Auseinandersetzungen verhältnismäßig zivilisiert und alle Parteien betonen ihre Verpflichtung zum gesellschaftlichen Fortschritt Indiens.
In Jammu und Kashmir kündigte die All Jammu and Kashmir Plebiscite Front, die ein Referendum über die politische Zukunft Jammu und Kashmirs forderte, an, Kandidaten für die Wahl aufstellen zu wollen. Bei einem Besuch in Kashmir im Dezember 1970 betonte die Premierministerin daraufhin, dass die Zugehörigkeit des Bundesstaats zu Indien endgültig sei und nicht in Frage gestellt werden dürfe. Wenig später wurde die Front unter dem Unlawful Activities (Prevention) Act, 1967 verboten und ihren Kandidaten die Wahlteilnahme untersagt. Scheich Mohammed Abdullah wurde für drei Monate der Aufenthalt in Kaschmir untersagt.
Besondere Besorgnis riefen die Verhältnisse im Bundesstaat Westbengalen hervor. Dort hatten sich im Jahr 1967 ehemalige CPM-Parteigänger unter dem Einfluss der maoistischen Kulturrevolution in der Volksrepublik China von der CPM-Parteiführung abgewandt und den bewaffneten revolutionären Kampf begonnen. Die Aufständischen wurden später nach dem westbengalischen Ort Naxalbari, wo der Aufstand seine Anfänge hatte, als „Naxaliten“ bezeichnet. Die Bewegung weitete sich später auch auf andere Bundesstaaten aus, in denen die Kommunisten stark waren, insbesondere Andhra Pradesh. In die Bewegung mischten sich kriminelle und antisoziale Elemente und Kalkutta wurde zu einem Zentrum der Gewalttätigkeiten. In der Anfangsphase wählte sich die Bewegung vor allem Führungskader der CPM als Opfer ihrer terroristischen Mordanschläge. Indirekt half sie bei der Wahl damit der Kongresspartei.

## Wahltermine
Die Wahltermine verteilten sich in den einzelnen Bundesstaaten und Unionsterritorien auf verschiedene Tage. Am längsten – über eine ganze Woche vom 1. bis 6. März 1971 – waren dei Wahllokale in Nagaland geöffnet. In je einem Wahlkreis von Jammu und Kashmir sowie Himachal Pradesh wurde die Wahl auf einen späteren Termin verschoben. In Westbengalen wurde aufgrund der angespannten Sicherheitslage erst ganz zuletzt, am 10. März 1971 gewählt, auch um möglichst viele Polizeikräfte aus anderen Bundesstaaten dorthin verlegen zu können, die die Durchführung der Wahlen überwachen sollten.

Wahltermine in den Bundesstaaten und Unionsterritorien

| Bundesstaat oder Unionsterritorium | Wahltermine             |
| ---------------------------------- | ----------------------- |
| Andamanen und Nikobaren            | 1. März 1971            |
| Andhra Pradesh                     | 5. März 1971            |
| Assam                              | 1. und 4. März 1971     |
| Bihar                              | 1., 3. und 5. März 1971 |
| Chandigarh                         | 5. März 1971            |
| Dadra und Nagar Haveli             | 5. März 1971            |
| Delhi                              | 5. März 1971            |
| Goa, Daman und Diu                 | 4. März 1971            |
| Gujarat                            | 1. und 4. März 1971     |
| Haryana                            | 5. März 1971            |
| Himachal Pradesh                   | 2. und 5. März 1971     |
| Jammu and Kashmir                  | 4., 6. und 7. März 1971 |
| Kerala                             | 6. und 9. März 1971     |
| Lakkadiven, Minicoy und Amindiven  | 1. März 1971            |
| Madhya Pradesh                     | 1. und 4. März 1971     |
| Maharashtra                        | 1., 4. und 6. März 1971 |
| Manipur                            | 1., 4. und 7. März 1971 |
| Mysore                             | 4. und 6. März 1971     |
| Nagaland                           | 1. bis 6. März 1971     |
| Orissa                             | 5. März 1971            |
| Pondicherry                        | 4. März 1971            |
| Punjab                             | 5. März 1971            |
| Rajasthan                          | 1., 4. und 6. März 1971 |
| Tamil Nadu                         | 1., 4. und 7. März 1971 |
| Tripura                            | 7. März 1971            |
| Uttar Pradesh                      | 1., 3. und 5. März 1971 |
| Westbengalen                       | 10. März 1971           |

1. ↑  Im Wahlkreis 2-Mandi von Himachal Pradesh wurde erst am 16. März 1971 gewählt. Siehe: Election Commission Report, S. 37.
2. ↑  Im Wahlkreis 4-Ladakh wurde erst am 6. Juni 1971 gewählt. Siehe: Election Commission Report, S. 37.
3. ↑  Für Kerala waren als Wahldaten ursprünglich der 3. und 6. März vorgesehen, jedoch wurde die Wahl aufgrund eines Streiks vom 3. auf den 9. März 1971 verschoben. Siehe: Election Commission Report, S. 37.

## Wahlmodus, Wahlkreise und Wahlablauf
Gewählt wurde, wie bei indischen Parlamentswahlen üblich, nach dem relativen Mehrheitswahlrecht in 518 Wahlkreisen. Wahlberechtigt waren alle Personen, die zum 1. Januar 1971 mindestens 21 Jahre alt waren. Die Personen, die zwischen 1. Januar 1971 und dem Wahltermin 21 Jahre alt wurden, konnten nicht wählen, da die Wahlregister nicht mehr aktualisiert wurden.
Die Verteilung der Wahlkreise auf die einzelnen Bundesstaaten und Unionsterritorien entsprach weitgehend der der vorangegangenen Wahl 1967. Der einzige Unterschied betraf Himachal Pradesh. Mit dem am 25. Januar 1971 in Kraft getretenen State of Himachal Pradesh Act, 1970 wurde aus dem bisherigen Unionsterritorium Himachal Pradesh ein vollwertiger Bundesstaat. Die Zahl der Lok-Sabha-Wahlkreise wurde dabei den Bevölkerungsverhältnissen angepasst und von 6 auf 4 reduziert. 76 Wahlkreise waren für Angehörige der scheduled castes (SC) reserviert und 36 für solche der scheduled tribes (ST). Im Vergleich zur Wahl 1967 war das ein SC-Wahlkreis weniger in Haryana und ein ST-Wahlkreis weniger für die Lakkadiven, Amindiven und Minicoy.
Ein Abgeordneter wurde durch den Staatspräsidenten als Vertreter der Bevölkerung der North-East Frontier Agency (NEFA), wo keine Wahl stattfand, ernannt.
Die Wahlbeteiligung war am höchsten in Südindien und am niedrigsten in den Hindi-Staaten Uttar Pradesh, Bihar und Madhya Pradesh, sowie in Orissa. Ungeachtet des Naxalitenaufstands, der die Wahlen sabotieren wollte, war sie auch in Westbengalen relativ hoch.

Wahlbeteiligung nach Bundesstaaten und Unionsterritorien

| Bundesstaat oder Unionsterritorium | Wahl- berechtigte | Wähler      | Wahl- beteiligung | Ungültige Stimmen |
| ---------------------------------- | ----------------- | ----------- | ----------------- | ----------------- |
| Andamanen und Nikobaren            | 63.122            | 44.531      | 70,55 %           | 0,01 %            |
| Andhra Pradesh                     | 22.697.905        | 13.420.873  | 59,13 %           | 2,59 %            |
| Assam                              | 6.268.273         | 3.177.170   | 50,69 %           | 4,74 %            |
| Bihar                              | 31.019.951        | 15.186.628  | 48,96 %           | 1,92 %            |
| Chandigarh                         | 116.685           | 73.418      | 62,92 %           | 1,52 %            |
| Dadra und Nagar Haveli             | 33.012            | 23.037      | 69,78 %           | 5,99 %            |
| Delhi                              | 2.016.396         | 1.314.480   | 65,19 %           | 1,26 %            |
| Goa, Daman und Diu                 | 435.168           | 243.341     | 55,92 %           | 3,06 %            |
| Gujarat                            | 11.535.312        | 6.401.309   | 55,49 %           | 4,24 %            |
| Haryana                            | 4.768.740         | 3.068.699   | 64,35 %           | 2,48 %            |
| Himachal Pradesh                   | 1.708.667         | 703.727     | 41,19 %           | 3,08 %            |
| Jammu and Kashmir                  | 2.097.623         | 1.219.085   | 58,12 %           | 4,29 %            |
| Kerala                             | 10.217.893        | 6.593.446   | 64,53 %           | 0,98 %            |
| Lakkadiven, Minicoy und Amindiven  | 14.977            | 0           | 0,00 %            | –                 |
| Madhya Pradesh                     | 19.578.837        | 9.397.900   | 48,00 %           | 6,02 %            |
| Maharashtra                        | 24.008.058        | 14.391.012  | 59,94 %           | 3,32 %            |
| Manipur                            | 543.407           | 265.495     | 48,86 %           | 2,16 %            |
| Mysore                             | 13.789.186        | 7.917.061   | 57,41 %           | 3,43 %            |
| Nagaland                           | 275.459           | 148.125     | 53,77 %           | 0,07 %            |
| Orissa                             | 10.864.978        | 4.693.064   | 43,19 %           | 4,92 %            |
| Pondicherry                        | 246.789           | 172.992     | 70,10 %           | 1,68 %            |
| Punjab                             | 6.950.385         | 4.163.167   | 59,90 %           | 2,06 %            |
| Rajasthan                          | 13.244.556        | 7.158.072   | 54,05 %           | 3,26 %            |
| Tamil Nadu                         | 23.064.983        | 16.565.649  | 71,82 %           | 3,72 %            |
| Tripura                            | 703.736           | 428.203     | 60,85 %           | 3,65 %            |
| Uttar Pradesh                      | 45.856.709        | 21.099.018  | 46,01 %           | 2,55 %            |
| Westbengalen                       | 22.068.325        | 13.667.300  | 61,93 %           | 4,31 %            |
| Gesamt                             | 274.189.132       | 151.536.802 | 55,27 %           | 3,26 %            |

1. 1 2  Im Unionsterritorium der Lakkadiven, Minicoy und Amindiven wurde keine Wahl abgehalten, da es nur einen Kandidaten gab. Siehe Report S. 37.

## Ergebnisse

Gewonnene Mandate (1 Quadrat = 1 Abgeordneter):

Zusammensetzung der neu gewählten Lok Sabha (Farbgebung wie oben). Die ideologische Ausrichtung der unabhängigen Abgeordneten ist nicht sicher auszumachen. Sie sind daher in der Mitte des politischen Spektrums einsortiert. Drei Abgeordnete wurden nicht gewählt, sondern durch den Staatspräsidenten ernannt.
1. Kommunistisch-sozialistische Parteien: 57
2. Kongresspartei (R): 352
3. Mitte-/Rechts-, Regional- und Interessenparteien, Unabhängige: 87
4. Hindu-Nationalisten: 22
5. Vom Präsidenten ernannt: 3

### Gesamtergebnis
Die Wahl endete mit einem Sieg von Indira Gandhis Congress (R) auf breiter Front. Der Congress (R) konnte, verglichen zum Ergebnis der noch ungeteilten Kongresspartei bei letzten Wahl 1967 seinen Stimmenanteil um 2,9 Prozentpunkte auf 43,69 % steigern. Viel deutlicher war der Gewinn an Wahlkreismandaten. Hier kam der Congress (R) auf 352 Mandate (68 %) und erreichte damit eine Zweidrittelmehrheit der Mandate in der Lok Sabha. In den meisten der 27 Bundesstaaten und Unionsterritorien gewann er die absolute Mehrheit der Wahlkreise. Die sechs Ausnahmen waren Tamil Nadu, Kerala, Westbengalen, Gujarat, Tripura und Nagaland. Der konkurrierende Congress (O) landete in Bezug auf die Wählerstimmen mit 10,4 % auf dem zweiten Platz, konnte aber nur 16 Wahlkreise (3,1 %) gewinnen. 11 der 16 Congress (O)- Abgeordneten wurden in Gujarat gewählt, die restlichen 5 verteilten sich auf die drei Bundesstaaten Bihar (3), Rajasthan und Tamil Nadu (je einer). Die Swatantra-Partei, die 1967 noch die stimmenmäßig drittstärkste und mandatemäßig zweitstärkste Partei geworden war, wurde als nationale Partei fast eliminiert. Sie konnte nur noch 3,1 % der Stimmen und 8 Wahlkreise (1,5 %) gewinnen. Bei Swatantra machte sich vor allem das Fehlen einer überzeugenden Führungspersönlichkeit bemerkbar. Der über 90-jährige C. Rajagopalachari, der noch 1967 wesentlich zum Erfolg der Partei beigetragen hatte, konnte diese Rolle nicht mehr ausfüllen. Die 8 Swatantra-Abgeordneten kamen aus drei Bundesstaaten: Rajasthan (3), Orissa (3) und Gujarat (2). Etwas besser als Swatantra schnitt die hindunationalistische Bharatiya Jana Sangh (BJS) ab. 1967 war sie stimmenmäßig zweitstärkste Partei geworden. Diesmal kam sie mit 7,35 % auf den dritten Platz. Sie gewann 22 Wahlkreise und verlor damit mehr als ein Drittel ihrer bisherigen Parlamentsmandate. Die gewählten BJS-Abgeordneten kamen ausschließlich aus Hindi-sprachigen Bundesstaaten, die Hälfte alleine aus Madhya Pradesh.
Im linken politische Spektrum konnten die Kommunisten (CPM und CPI) ihren bisherigen Stimmenanteil etwas steigern und 6 Parlamentsmandate hinzugewinnen. Sie kamen damit auf 9,3 % der Mandate. Die CPM überflügelte dabei die CPI stimmen- und mandatemäßig. Die Hochburg der CPM war Westbengalen, wo die Partei die Hälfte aller Wahlkreise (20 von 40) gewann und die Kongresspartei als stärkste Partei ablöste. Für die beiden sozialistischen Parteien Praja Socialist Party (PSP) und Samyukta Socialist Party (SSP) war die Wahl ein Desaster. Sie verloren massiv an Stimmen und wurden in Bezug auf die Mandatszahl zu kleinen Splitterparteien reduziert, die zusammen auf weniger als 1 Prozent der Abgeordnetensitze kamen (PSP: 2 Mandate, SSP: 3 Mandate).
Bemerkenswert an der Wahl war auch der relative Erfolg von Regionalparteien. In Tamil Nadu wurde Dravida Munnetra Kazhagam (DMK) mit 35,3 % der Stimmen und 24 von 39 Mandaten zur stärksten Partei. Weitere stimmenmäßig relativ starke Regionalparteien waren Akali Dal (30,8 % im Punjab), Utkal Congress (22,7 % in Orissa) Telangana Praja Samithi (TRS, 14,4 % in Andhra Pradesh), All Party Hill Leaders’ Conference (10,9 % in Assam), Vishal Haryana Party (9 % in Haryana) und United Front of Nagaland (60,5 % in Nagaland). Diese meisten dieser Parteien konnten allerdings – benachteiligt durch das relative Mehrheitswahlrecht – ihren relativ hohen Stimmenanteil nicht in Mandate ummünzen und gewannen nur einen einzigen Abgeordnetensitz.
| Partei                                  | Kürzel | Stimmen     | Stimmen  | Stimmen | Sitze | Sitze | Sitze   |
| Partei                                  | Kürzel | Zahl        | %        | +/−     | Zahl  | +/−   | %       |
| --------------------------------------- | ------ | ----------- | -------- | ------- | ----- | ----- | ------- |
| Indischer Nationalkongress (R)          | INC(R) | 64.033.274  | 43,68 %  | ▲2,90 % | 352   | ▲69   | 68,0 %  |
| Indian National Congress (Organisation) | INC(O) | 15.285.851  | 10,43 %  | (neu)   | 16    | (neu) | 3,1 %   |
| Bharatiya Jana Sangh                    | BJS    | 10.777.119  | 7,35 %   | ▼1,96 % | 22    | ▼13   | 4,2 %   |
| Communist Party of India (Marxist)      | CPM    | 7.510.089   | 5,12 %   | ▲0,84 % | 25    | ▲6    | 4,8 %   |
| Communist Party of India                | CPI    | 6.933.627   | 4,73 %   | ▼0,38 % | 23    | ▬     | 4,4 %   |
| Dravida Munnetra Kazhagam               | DMK    | 5.622.758   | 3,84 %   | ▲0,05 % | 23    | ▼2    | 4,4 %   |
| Swatantra-Partei                        | SWA    | 4.497.988   | 3,07 %   | ▼5,60 % | 8     | ▼36   | 1,5 %   |
| Samyukta Socialist Party                | SSP    | 3.555.639   | 2,43 %   | ▼2,49 % | 3     | ▼20   | 0,6 %   |
| Bharatiya Kranti Dal                    | BKD    | 3.189.821   | 2,18 %   | (neu)   | 1     | (neu) | 0,2 %   |
| Telangana Praja Samithi                 | TPS    | 1.873.589   | 1,28 %   | (neu)   | 10    | (neu) | 1,9 %   |
| Praja Socialist Party                   | PSP    | 1.526.076   | 1,04 %   | ▼2,02 % | 2     | ▼11   | 0,4 %   |
| Shiromani Akali Dal                     | SAD    | 1.279.873   | 0,87 %   | ▲0,21 % | 1     | ▼2    | 0,2 %   |
| Utkal Congress                          | UTC    | 1.053.176   | 0,72 %   | (neu)   | 1     | (neu) | 0,2 %   |
| Forward Bloc                            | FBL    | 962.971     | 0,66 %   | ▲0,23 % | 2     | ▬     | 0,4 %   |
| Peasants and Workers Party              | PWP    | 741.535     | 0,51 %   | ▲0,20 % | 0     | ▼2    | 0,0 %   |
| Revolutionary Socialist Party           | RSP    | 724.001     | 0,49 %   | ▲0,49 % | 3     | ▲3    | 0,6 %   |
| Republikanische Partei (Khobragade)     | RPK    | 542.662     | 0,37 %   | (neu)   | 0     | (neu) | 0,0 %   |
| Kerala Congress                         | KEC    | 542.431     | 0,37 %   | ▲0,15 % | 3     | ▲3    | 0,6 %   |
| Bangla Congress                         | BAC    | 518.781     | 0,35 %   | ▼0,48 % | 1     | ▬     | 0,2 %   |
| Muslimliga                              | MUL    | 416.545     | 0,28 %   | ▬       | 2     | ▬     | 0,4 %   |
| Vishal Haryana Party                    | VHP    | 352.514     | 0,24 %   | (neu)   | 1     | (neu) | 0,2 %   |
| Jharkhand Party                         | JKP    | 272.563     | 0,19 %   | ▲0,19 % | 1     | ▲1    | 0,2 %   |
| Republikanische Partei                  | RPI    | 153.794     | 0,10 %   | ▼2,37 % | 1     | ▬     | 0,2 %   |
| All Party Hill Leaders’ Conference      | APHLC  | 90.772      | 0,06 %   | ▼0,02 % | 1     | ▬     | 0,2 %   |
| United Front of Nagaland                | UFN    | 89.514      | 0,06 %   | (neu)   | 1     | (neu) | 0,2 %   |
| United Goans – Sequera                  | UGS    | 58.401      | 0,04 %   | ▼0,03 % | 1     | ▬     | 0,2 %   |
| Andere                                  | –      | 1.717.283   | 1,17 %   | –       | 0     | –     | 0,0 %   |
| Unabhängige Kandidaten                  | Unabh. | 12.279.629  | 8,38 %   | ▼5,40 % | 14    | ▼21   | 2,7 %   |
| Gesamt                                  | Gesamt | 146.602.276 | 100,00 % | –       | 518   | ▼2    | 100,0 % |

### Ergebnis nach Bundesstaaten und Unionsterritorien
Duem folgende Tabelle stellt die Ergebnisse nach Bundesstaaten und Unionsterritorien dar:
| Bundesstaat/ Unionsterritorium    | Sitze | Hindu- nationalisten | Kongress- partei | Kommunist./ linkssoz. Parteien | Andere                   |
| --------------------------------- | ----- | -------------------- | ---------------- | ------------------------------ | ------------------------ |
| Andamanen und Nikobaren           | 1     |                      | INC 1            |                                |                          |
| Andhra Pradesh                    | 41    |                      | INC 28           | CPM 1 CPI 1                    | TPS 10 Unabh. 1          |
| Assam                             | 14    |                      | INC 13           |                                | APHLC 1                  |
| Bihar                             | 53    | BJS 2                | INC 39           | CPI 5 SSP 2                    | INC(O) 3 JKP 1 Unabh. 1  |
| Chandigarh                        | 1     |                      | INC 1            |                                |                          |
| Dadra und Nagar Haveli            | 1     |                      | INC 1            |                                |                          |
| Goa, Daman und Diu                | 1     |                      | INC 1            |                                | UGS 1                    |
| Delhi                             | 7     |                      | INC 7            |                                |                          |
| Gujarat                           | 24    |                      | INC 11           |                                | INC(O) 11 SWA 2          |
| Haryana                           | 9     | BJS 1                | INC 7            |                                | VHP 1                    |
| Himachal Pradesh                  | 4     |                      | INC 4            |                                |                          |
| Jammu und Kashmir                 | 6     |                      | INC 5            |                                | Unabh. 1                 |
| Kerala                            | 19    |                      | INC 6            | CPI 3 CPM 2 RSP 2              | KEC 3 MUL 2 Unabh. 1     |
| Lakkadiven, Minicoy und Amindiven | 1     |                      | INC 1            |                                |                          |
| Madhya Pradesh                    | 37    | BJS 11               | INC 21           | SSP 1                          | Unabh. 4                 |
| Maharashtra                       | 45    |                      | INC 42           | AIFB 1 PSP 1                   | RPI 1                    |
| Manipur                           | 2     |                      | INC 2            |                                |                          |
| Mysore                            | 27    |                      | INC 27           |                                |                          |
| Nagaland                          | 1     |                      |                  |                                | UFN 1                    |
| Orissa                            | 20    |                      | INC 15           | CPI 1                          | SWA 3 UTC 1              |
| Punjab                            | 13    |                      | INC 10           | CPI 2                          | SAD 1                    |
| Pondicherry                       | 1     |                      | INC 1            |                                |                          |
| Rajasthan                         | 23    | BJS 4                | INC 14           |                                | SWA 3 Unabh. 2           |
| Tamil Nadu                        | 39    |                      | INC 9            | CPI 4 AIFB 1                   | DMK 23 INC(O) 1 Unabh. 1 |
| Tripura                           | 2     |                      |                  | CPM 2                          |                          |
| Uttar Pradesh                     | 85    | BJS 4                | INC 73           | CPI 4                          | INC(O) 1 BKD 1 Unabh. 2  |
| Westbengalen                      | 40    |                      | INC 13           | CPM 20 CPI 3 PSP 1 RSP 1       | BAC 1 Unabh. 1           |

## Nach der Wahl
Die Wahl endete mit einem überzeugenden Sieg von Indira Gandhis Kongresspartei. Auch die Indische Wahlkommission fügte sich den Realitäten und erkannte im Folgejahr den Congress (R) als legitime Nachfolgepartei der alten Kongresspartei an, so dass das Suffix ‚R‘ weggelassen werden konnte. Der Wahlkampf war sehr stark auf die Person Indira Gandhis bezogen gewesen und die Premierministerin hatte mit ihrem Versprechen einer Beseitigung der Armut bei der einfachen Bevölkerung große Hoffnungen geweckt. Die folgende Legislaturperiode war nicht nur die mit 6 Jahren bislang längste in der indischen Parlamentsgeschichte, sondern auch eine der ereignis- und folgenreichsten.